# Остречинская волость
Остречинская во́лость — волость в составе Петрозаводского уезда Олонецкой губернии.

## Общие сведения
Волостное правление располагалось в селении Воробьево.
В состав волости входили сельские общества, включающие 30 деревень:
- Гак-ручейское общество
- Муромское общество
- Остречинское общество

На 1890 год численность населения волости составляла 2985 человек.
На 1905 год численность населения волости составляла 3309 человек. В волости насчитывалось 422 лошади, 968 коров и 1025 голов прочего скота.
Постановлением ВЦИК и СНК РСФСР от 4 августа 1920 года в населённых карелами местностях Олонецкой и Архангельской губерний была образована Карельская трудовая коммуна и волость вошла в состав Карельской трудовой коммуны. В 1923 году волость вошла в состав образованной Автономной Карельской ССР.
В ходе реформы административно-территориального деления СССР в 1927 году волость была упразднена.
В настоящее время территория Остречинской волости относится в основном к Подпорожскому району Ленинградской области.